# Marina Erdmann
Marina Erdmann (* 1958 in Belzig) ist eine deutsche Schauspielerin und Schauspiellehrerin.

## Leben
Marina Erdmann studierte erfolgreich an der Hochschule für Schauspielkunst „Ernst Busch“ Berlin. Darüber hinaus hat sie seit 1995 eine abgeschlossene Berufsausbildung als Heilpraktikerin. Stationen ihrer Bühnenlaufbahn waren bislang unter anderem das Staatstheater Cottbus, das Theater Magdeburg und die Bühnen der Stadt Gera sowie verschiedene Theater in Berlin, darunter das Berliner Ensemble, das Schlosspark Theater, das Theater 89, das Deutsche Theater, das Kriminal Theater, das Theater im Palais und Die Stachelschweine.
Erdmann arbeitet auch gelegentlich vor der Kamera, spielte hier in mehreren Folgen der Krimireihe Polizeiruf 110 die Ehefrau des ermittelnden Oberleutnant Grawe, dargestellt von Andreas Schmidt-Schaller. Für den Rundfunk der DDR war sie ab Ende der 1970er-Jahre ebenso tätig wie als Synchronsprecherin. Als solche lieh sie unter anderem ihrer tschechischen Kollegin Libuše Šafránková in dem Märchenfilm Der dritte Prinz ihre Stimme.
2012 gründete Erdmann theater text & ton, ein Projekt, mit dem sie eigene Produktionen gestaltet, zum Beispiel literarische Programme mit Texten von Kurt Tucholsky oder als Katharina von Bora, der Ehefrau Martin Luthers. Des Weiteren ist sie als Schauspieldozentin tätig und lehrt an der Theaterakademie Sachsen, der Berliner Universität der Künste, der Filmuniversität Babelsberg und der Etage. Im Jahr 2019 wirkte sie in Rosa von Praunheims Film Darkroom - Tödliche Tropfen mit.
Marina Erdmann lebt in Berlin und ist Mutter einer Tochter.

## Filmografie (Auswahl)
- 1979: Tull (Fernsehfilm)
- 1980: Am grauen Strand, am grauen Meer
- 1983: Pianke
- 1983: Film-Salabim
- 1984: Familie intakt (2 Folgen)
- 1985: Polizeiruf 110 – Verführung
- 1988: Polizeiruf 110 – Der Kreuzworträtselfall
- 1989: Polizeiruf 110 – Mitternachtsfall
- 1989: Polizeiruf 110 – Katharina
- 1990: Polizeiruf 110 – Ball der einsamen Herzen
- 1997: Für alle Fälle Stefanie – Ein Teil von mir
- 1997: Gute Zeiten, schlechte Zeiten (2 Folgen als Dagmar Jäger)
- 1999: Der Landarzt – Glück und Leid
- 1999: Für alle Fälle Stefanie – Totenblumen
- 2010: Im Spessart sind die Geister los
- 2019: Darkroom – Tödliche Tropfen

## Hörspiele
- 1978: Die Welt in ihren verschiedenen Farben – Autorin: Inge Trikkel – Regie: Edith Schorn
- 1980: Das singende, springende Löweneckerchen – Autoren: Brüder Grimm – Regie: Uwe Haacke
- 1980: Basar-Ballade – Autor: Detlef Schrader – Regie: Rüdiger Zeige
- 1980: Himmlische Schwestern – Autor: Alexander Wilkin – Regie: Edith Schorn
- 1980: Riesen-Spektakel – Autor: Gerhard Vogel – Regie: Rüdiger Zeige
- 1981: Das Eselein – Autoren: Brüder Grimm – Regie: Norbert Speer
- 1981: Jedes Jahr im Mai (3 Folgen) – Autor: Henning Pawel – Regie: Edith Schorn